# Karol Bauer
Karl Bauer (ur. 1818 w Nadwórnej, zm. 1894 w Czerniowcach) – austriacki botanik i architekt zieleni działający we Lwowie.
Ukończył studia botaniczne na Uniwersytecie Franciszkańskim we Lwowie, a następnie dyrektorem uniwersyteckich ogrodów botanicznych zlokalizowanych we Lwowie i Czerniowcach. Wspólnie z Tytusem Tchórzewskim zaprojektował zieleń na Cmentarzu Łyczakowskim we Lwowie, wykorzystał do tego celu naturalne ukształtowanie terenu. Ponadto był autorem kompozycji parku na Wałach Gubernatorskich oraz zaplanował Ogród pojezuicki (1855–1860), (obecny Park im. Iwana Franki).
Jego kuzynem był feldmarszałek Ferdinand von Bauer, austro-węgierski minister wojny.
Pochowany na cmentarzu w Czerniowcach.